# Verkehrsunfallaufnahme

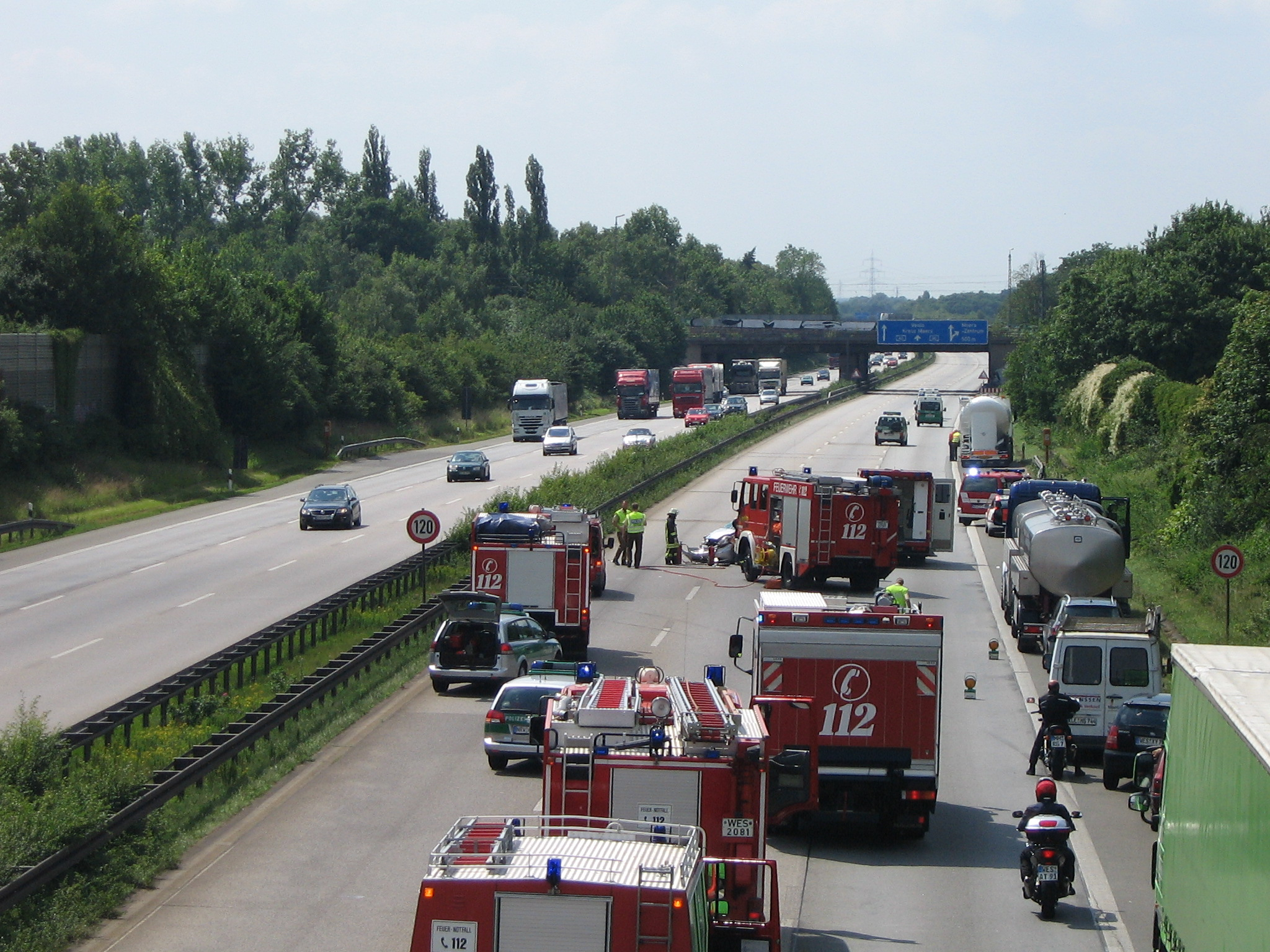
Unfallaufnahme der Polizei und Absicherung einer Unfallstelle durch die Feuerwehr auf der A40 bei Moers

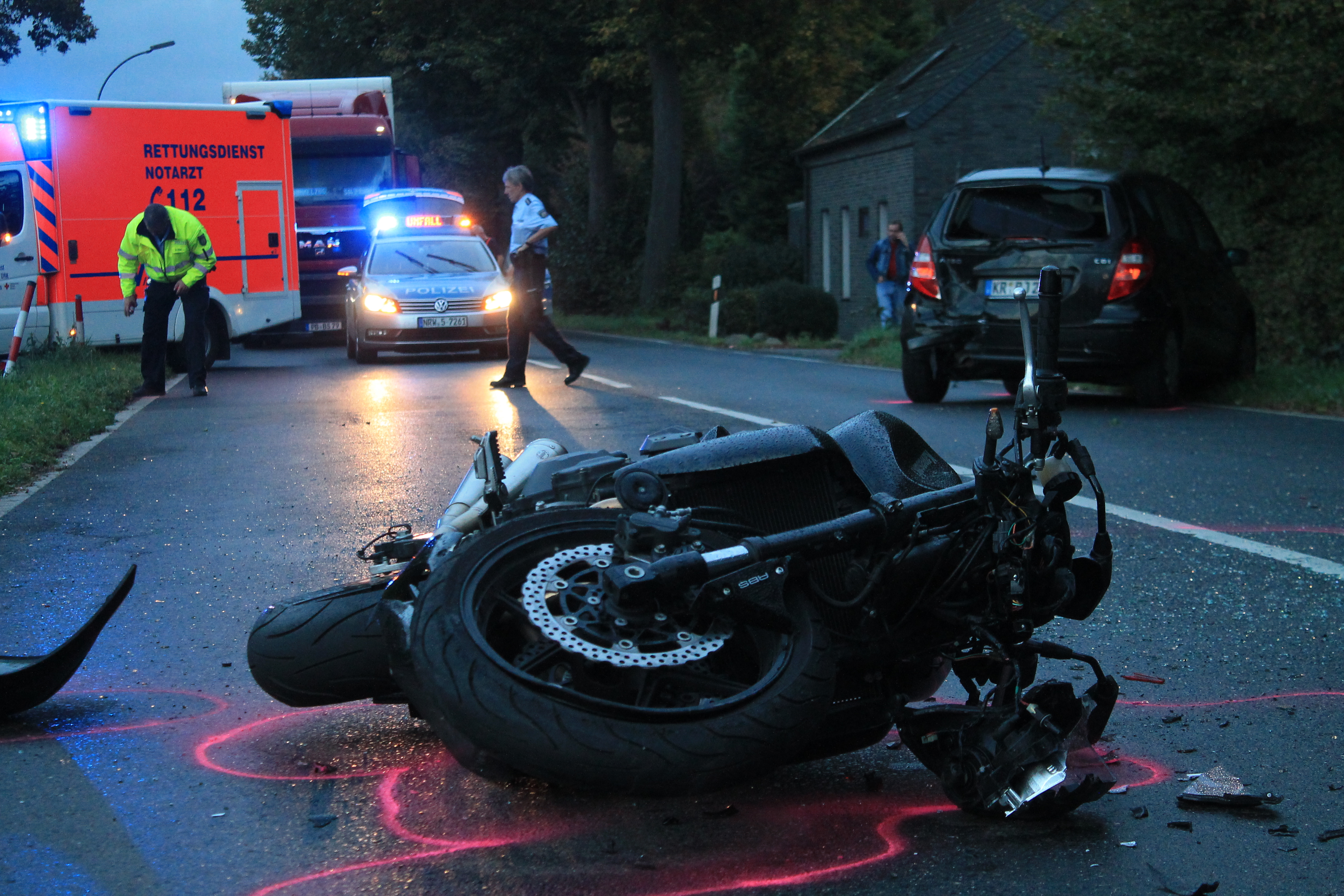
Sicherung von Spuren durch die Polizei nach einem Verkehrsunfall zwischen einem Motorrad und einem PKW

Die Verkehrsunfallaufnahme (kurz Unfallaufnahme oder VU-Aufnahme) ist die Dokumentierung eines Verkehrsunfalls im Straßenverkehr. Hierbei unterscheidet man im Wesentlichen zwischen der Unfallaufnahme durch die Polizei und der Unfalldokumentierung durch die Beteiligten selbst.

## Begriffsbestimmungen und Abgrenzung
Unter dem Begriff des Straßenverkehrsunfalls ist jedes mit dem Straßenverkehr ursächlich zusammenhängende Ereignis zu verstehen, durch das ein Mensch zu Schaden kommt oder ein nicht ganz belangloser Sachschaden verursacht wird.
Im rechtlichen Sinne wird also ausschließlich von einem Verkehrsunfall gesprochen, wenn:
1. Der Unfall mit dem Straßenverkehr ursächlich zusammenhängt und
2. ein Mensch zu Schaden kommt oder
3. ein nicht ganz belangloser Sachschaden durch den Verkehrsunfall verursacht wird.

Im Straßenverkehr findet der Unfall statt, wenn er im öffentlichen Verkehrsraum geschehen ist. Zu diesem Raum gehören alle Flächen, die der Allgemeinheit im Sinne eines unbestimmten Personenkreises dauernd, oder vorübergehend zur Fortbewegung offensteht. Klassische Beispiele hierfür sind Bundesautobahnen, Kraftfahrstraßen, Landesstraßen, Kreisstraßen, Gemeindestraßen aber auch Privatgrund wie Parkplätze vor Supermärkten oder das Gelände einer Tankstelle. Selbst das Grundstück von Privatpersonen zählt in der Regel zum öffentlichen Verkehrsraum. Öffentlicher Straßenverkehr findet hingegen nicht statt, wenn beispielsweise der geschlossene Kreis der Zutrittsberechtigten nur ausnahmsweise und unter Beachtung scharfer Vorsichtsmaßregeln erweitert wird. Ein klassisches Beispiel wäre das Gelände einer Kaserne oder ein Werksgelände mit Zugangskontrolle.
Ein Mensch ist immer dann zu Schaden gekommen, wenn er zumindest leicht verletzt wird. Ein Sachschaden ist völlig belanglos, wenn er unterhalb der Grenze liegt, bei der üblicherweise Schadensersatzansprüche gemacht werden. Diese ist nach gängiger Rechtsprechung bei rund 20 € anzusetzen.
Liegen die Voraussetzungen nicht vor, dann ist das Ereignis auch kein Verkehrsunfall im verkehrsrechtlichen Sinne und wird somit auch nicht von der Polizei aufgenommen. Der Schutz privater Rechte (bspw. Austausch der Personalien) und Anspruch auf etwaigen Schadensersatz (Privatrecht) bleiben davon unberührt.

Der Begriff „Unfallbeteiligter“ (Beteiligter im verkehrsrechtlichen Sinne) ist in § 142 StGB Abs. 5 legaldefiniert:

## Unfallmeldung
Ein Verkehrsunfall wird in der Regel von den Beteiligten selbst, Ersthelfern und/oder von Zeugen über den Notruf „110“ oder „112“ gemeldet. In wenigen Fällen, insbesondere bei Schlichtunfällen, erfolgt die Meldung über die Amtsleitung der örtlichen Polizeidienststelle. Geht eine Meldung über einen Verkehrsunfall bei der Rettungsleitstelle ein, so wird die Polizei in den meisten Fällen nachalarmiert.
Verkehrsunfällen werden zu 78 % bei den Kraftfahrzeugversicherern zur Begleichung angezeigt, wovon etwa die Hälfte auch der Polizei gemeldet wurden. Bei 14 % verläuft die Schadensregulierung eines Verkehrsunfalls zwischen den Beteiligten ohne polizeiliche Unfallaufnahme. Soweit ein Personenschaden eingetreten ist, werden nur 1 % der Unfälle weder der Polizei noch der Versicherung gemeldet (Stand 1995).

## Ziel und Zweck der Verkehrsunfallaufnahme
Grundsätzlich werden alle Straßenverkehrsunfälle durch die Polizei aufgenommen, nachdem sie Kenntnis darüber erlangt hat. Je nach Richtlinien bzw. den Erlassen der einzelnen Länder kann die Unfallaufnahme durch die Polizei bei einigen wenigen Schlichtunfällen aber ausbleiben.

### Polizei
Die Ziele der polizeilichen Verkehrsunfallaufnahme sind in den Richtlinien, Erlassen und/oder Vorschriften der Länder definiert und können daher leicht variieren. In der Regel ähneln sie sich jedoch stark.

In Niedersachsen heißt es beispielsweise:
der Verhütung, Erforschung, Verfolgung und Ahndung von Verkehrsstraftaten und -ordnungswidrigkeiten,
der Wahrung der Rechtsposition von Unfallbeteiligten zur Sicherung zivilrechtlicher Ansprüche, wenn ohne polizeiliche Hilfe die Verwirklichung des Rechts vereitelt oder wesentlich erschwert werden würde,
der Feststellung ungeeigneter Fahrzeugführerinnen und Fahrzeugführer,
der Erforschung und Aufklärung provozierter und/oder abgesprochener Schadensereignisse,
der Datenerhebung für die örtliche Unfalluntersuchung zum Erkennen von Unfallhäufungen und als Grundlage für eine zielgerichtete Verkehrsüberwachung.
In Bayern heißt es wie folgt:
Die Polizei erscheint bei Verkehrsunfällen im Wesentlichen zu folgenden Zwecken (nicht abschließend):
- Hilfeleistung (Erste Hilfe)
- Gefahrenabwehr (z. B. Umweltschutz bei Auslaufenden Gefahren- und Betriebsstoffen)
- Erforschung von Straftaten
- Erforschung/Ahndung von Ordnungswidrigkeiten
- Sicherung zivilrechtlicher Ansprüche
- Verkehrserhebungen (Verkehrsunfallstatistik, Örtliche Unfalluntersuchung)
- Sicherstellung der Leichtigkeit des Verkehrs (Fahrbahn räumen, Verkehrswarnfunk, Verkehrsregelung)

Dazu gehören in der Regel folgende Maßnahmen (nicht abschließend):
- Identitätsfeststellung (Zeugen, unter Beteiligten auch Personalienaustausch)
- Befragung von Zeugen und Unfallbeteiligten
- die Überprüfung der Verkehrstüchtigkeit
- Verkehrsmaßnahmen (Straßen-/Fahrbahnsperrung, Fahrbahn räumen, Einstellung von Verkehrswarnmeldungen und die Verkehrsregelung)
- Mitteilung an die Fahrerlaubnisbehörde i. S. Fahreignung
- Verständigung Feuerwehr (technische Hilfeleistung)
- Verständigung von Angehörigen
- Verständigung des jeweiligen Konsulats bei schwerstverletzten oder getöteten ausländischen Unfallbeteiligten

Ein weit verbreiteter Irrtum ist, dass die Polizei für die Klärung der Schuldfrage zuständig ist. Richtig ist, dass die Schuldfrage und die Regulierung der Schäden im Rahmen des Verkehrszivilrechts entschieden werden.

### Unfallbeteiligte
Gründe, weshalb Unfallbeteiligte die Polizei zur Verkehrsunfallaufnahme hinzurufen, sind individuell. Einige Beispiele können sein (nicht abschließend):
- zur behördlichen Klärung und Dokumentation des Unfallherganges im Sinne der Schadensregulierung
- weil die Fahrbahn durch verunfallte Fahrzeuge blockiert ist
- weil hohe Sachschäden vorliegen
- weil Personen verletzt wurden
- weil möglicherweise eine Straftat begangen wurde
- weil ein Unfallbeteiligter nicht Halter des Fahrzeuges ist
- weil Beteiligte sich unkooperativ verhalten

## Rechtliches (Pflichten und Fehlverhalten)
Nach einem Verkehrsunfall haben Unfallbeteiligte, aber auch Unbeteiligte, gesetzliche Pflichten. Pflichtwidriges Verhalten stellt – je nach Situation – eine Verkehrsordnungswidrigkeit oder eine Straftat dar.

### Straftaten

#### Unterlassene Hilfeleistung
Unfallbeteiligte (im Übrigen auch Unbeteiligte) haben nach § 323c StGB die Pflicht zur Hilfeleistung, sofern dieses erforderlich ist und ihnen dieses den Umständen nach zuzumuten ist. Die Hilfeleistung umfasst insbesondere die Erste Hilfe und das Alarmieren von Rettungskräften.

#### Unerlaubtes Entfernen vom Unfallort
Des Weiteren machen sich Unfallbeteiligte nach § 142 StGB strafbar, wenn sie sich unerlaubt von der Unfallörtlichkeit entfernen.
1. zugunsten der anderen Unfallbeteiligten und der Geschädigten die Feststellung seiner Person, seines Fahrzeugs und der Art seiner Beteiligung durch seine Anwesenheit und durch die Angabe, daß er an dem Unfall beteiligt ist, ermöglicht hat oder
2. eine nach den Umständen angemessene Zeit gewartet hat, ohne daß jemand bereit war, die Feststellungen zu treffen,
wird mit Freiheitsstrafe bis zu drei Jahren oder mit Geldstrafe bestraft.
(2) Nach Absatz 1 wird auch ein Unfallbeteiligter bestraft, der sich
1. nach Ablauf der Wartefrist (Absatz 1 Nr. 2) oder
2. berechtigt oder entschuldigt
vom Unfallort entfernt hat und die Feststellungen nicht unverzüglich nachträglich ermöglicht.

#### Weitere Straftaten
Je nach vorliegendem Sachverhalt kann sich ein Unfallbeteiligter auch wegen folgender Delikte (nicht abschließend) strafbar machen:
- Fahrlässige Körperverletzung nach § 229 StGB
- Fahrlässige Tötung nach § 222 StGB
- Trunkenheit im Verkehr nach § 316 StGB
- Gefährdung des Straßenverkehrs nach § 315c StGB
- Absichtliches Herbeiführen eines Unfalls nach §§ 315 Abs. 3, 315b Abs. 3 StGB

### Verkehrsordnungswidrigkeiten
Je nach Situationen kommen für Unfallbeteiligte diverse Verkehrsordnungswidrigkeiten in Betracht. Hierbei wird zwischen dem Verhalten nach dem Unfall und dem Verhalten unmittelbar vor dem Unfall unterschieden, welches häufig (mit-)ursächlich für das Entstehen des Verkehrsunfalles vermutet wird. Ausschlaggebende Rechtsvorschrift ist hierfür die Straßenverkehrs-Ordnung in den §§ 34, 49.
Ordnungswidrige Verhalten nach § 49 StVO, welche zum Verkehrsunfall geführt oder beigetragen haben, können sein (an den Hauptunfallursachen der Verkehrsunfallstatistik orientiert):
- Überhöhte bzw. nicht angepasste Geschwindigkeit nach § 3 StVO
- Fahren unter Einfluss psychoaktiver Substanzen nach § 24a StVG
- Zu geringer Sicherheitsabstand nach § 4 StVO
- Fehler beim Überholen nach § 5 StVO
- Missachtung der Vorfahrt/Vorrang nach § 8 StVO
- Unachtsamkeit beim Abbiegen/Wenden/Rückwärtsfahren nach § 9 StVO
- Fehlverhalten gegenüber Fußgängern

Einige Pflichtverletzungen unmittelbar nach dem Verkehrsunfall sind in § 34 StVO beschrieben (nicht abschließend):
1. unverzüglich zu halten,
2. den Verkehr zu sichern und bei geringfügigem Schaden unverzüglich beiseite zu fahren,
3. sich über die Unfallfolgen zu vergewissern,
[...]
5. anderen am Unfallort anwesenden Beteiligten und Geschädigten
a) anzugeben, dass man am Unfall beteiligt war und
b) auf Verlangen den eigenen Namen und die eigene Anschrift anzugeben sowie den eigenen Führerschein und den Fahrzeugschein vorzuweisen und nach bestem Wissen Angaben über die Haftpflichtversicherung zu machen,
6. a) so lange am Unfallort zu bleiben, bis zugunsten der anderen Beteiligten und Geschädigten die Feststellung der Person, des Fahrzeugs und der Art der Beteiligung durch eigene Anwesenheit ermöglicht wurde oder
b) eine nach den Umständen angemessene Zeit zu warten und am Unfallort den eigenen Namen und die eigene Anschrift zu hinterlassen, wenn niemand bereit war, die Feststellung zu treffen.
7. unverzüglich die Feststellungen nachträglich zu ermöglichen, wenn man sich berechtigt, entschuldigt oder nach Ablauf der Wartefrist (Nummer 6 Buchstabe b) vom Unfallort entfernt hat. Dazu ist mindestens den Berechtigten (Nummer 6 Buchstabe a) oder einer nahe gelegenen Polizeidienststelle mitzuteilen, dass man am Unfall beteiligt gewesen ist, und die eigene Anschrift, den Aufenthalt sowie das Kennzeichen und den Standort des beteiligten Fahrzeugs anzugeben und dieses zu unverzüglichen Feststellungen für eine zumutbare Zeit zur Verfügung zu halten.
[...]
Häufig gehen Unfallbeteiligte fälschlicherweise davon aus, dass verunfallte Fahrzeuge bei Schlichtunfällen bzw. Bagatellschäden nicht vor dem polizeilichen Erscheinen von der Fahrbahn bewegt werden sollten. Richtig ist nach § 34 StVO aber, dass Beteiligte die Unfallstelle unverzüglich zu räumen haben, um den Verkehrsfluss und/oder die Verkehrssicherheit nicht zu behindern oder zu gefährden.

## Unfallaufnahme

### Durch die Polizei

#### Pflicht zur Aufnahme
Je nach vorliegendem Sachverhalt kann sich eine gesetzliche oder dienstliche Pflicht zur Unfallaufnahme bzw. dem Ausrücken zur Unfallörtlichkeit ergeben. Einschlägige Rechtsnormen sind die Straßenverkehrs-Ordnung, die Strafprozessordnung, das Gesetz über Ordnungswidrigkeiten, die Gesetze zur Gefahrenabwehr der Länder. Des Weiteren ist die Abgabenordnung anzuwenden, wenn eine Zollplombe gebrochen bzw. die Ladung eines LKW durch den Unfall beschädigt worden ist. Die Polizei ist dabei verpflichtet, unverzüglich das nächste Hauptzollamt und einen Havariekommissar zu verständigen. Weitere Normen sind (nicht abschließend):
- § 26 Straßenverkehrsgesetz zur Verfolgung bestimmter Ordnungswidrigkeiten
- § 44 Verwaltungsvorschrift zur Straßenverkehrs-Ordnung zur Bekämpfung von Verkehrsunfällen (Abschnitt C)
- Gesetz über die Statistik der Straßenverkehrsunfälle (Straßenverkehrsunfallstatistikgesetz – StVUnfStatG) zur Erfassung von Daten zur weiteren Vermeidung von Unfällen
- Weitere Polizeigesetze der Bundesländer und Erlasse/Richtlinien/Vorschriften des Innenministeriums zur Unfallaufnahme/-auswertung

#### Polizeiliches Handeln
Die Polizei hat verschiedene Möglichkeiten, einen Verkehrsunfall aufzunehmen. Im Wesentlichen wird zwischen der abschließenden Unfallaufnahme vor Ort (vereinfachtes Verfahren) und der qualifizierten Unfallaufnahme unterschieden. Die Voraussetzungen für die jeweilige Aufnahme ergeben sich aus den Richtlinien und Erlassen der Länder.
Im Allgemeinen wird das vereinfachte Verfahren bei Schlichtunfällen ohne strafbares Verhalten angewandt; die qualifizierte Unfallaufnahmen bei allen übrigen Fällen und Zweifeln. Der Aufwand polizeilicher Beweissicherung orientiert sich an den Erfordernissen für das Ordnungswidrigkeiten- oder Strafverfahren und an dem Erkennen, Analysieren und Beseitigen von Unfallhäufungen im Zusammenwirken mit anderen Stellen. In wenigen Fällen ordnet die Staatsanwaltschaft das Gutachten eines Sachverständigers an.

##### Abschließende Unfallaufnahme vor Ort (vereinfachtes Verfahren)

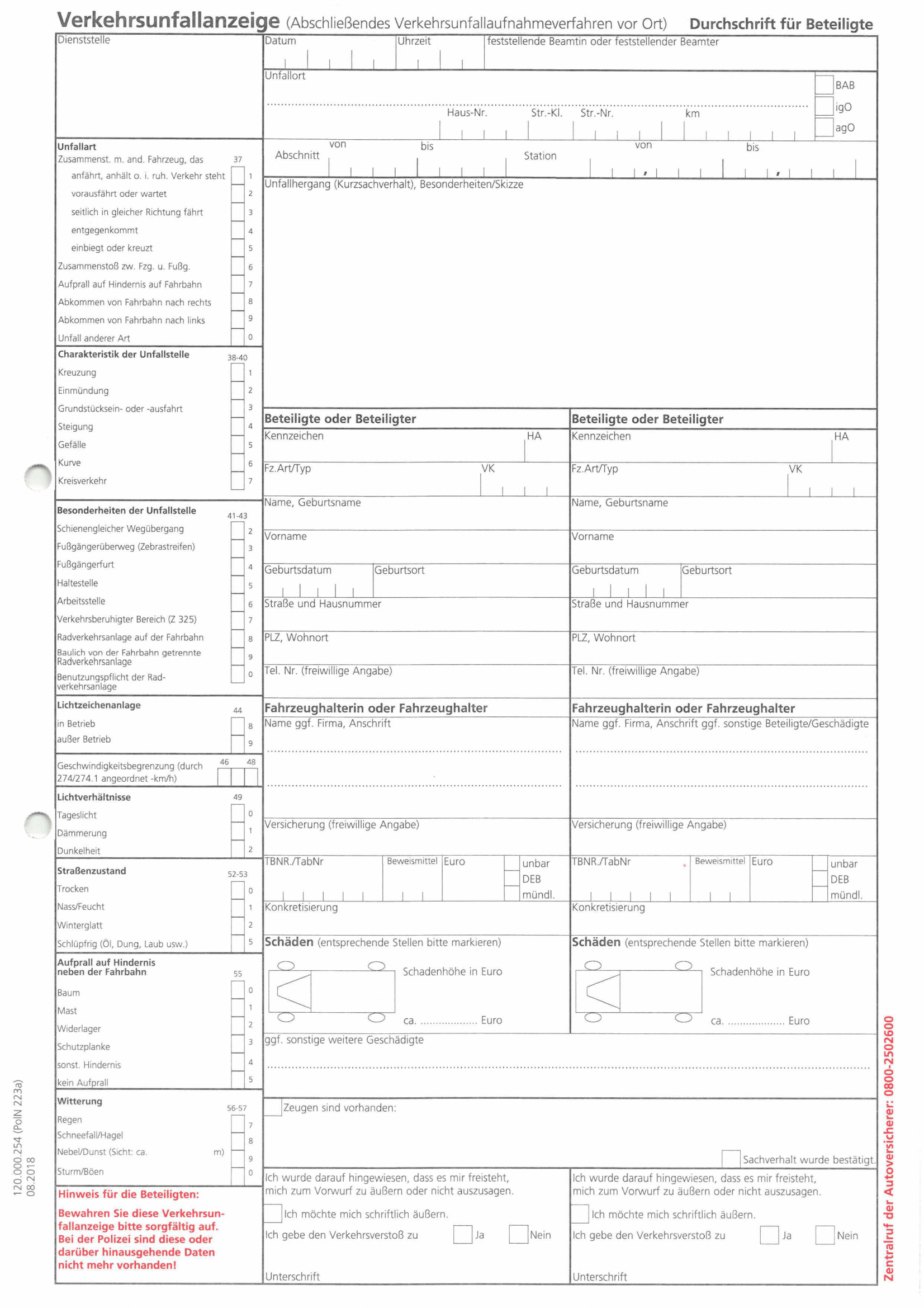
Formular „PolN 223 a“ der Polizei Niedersachsen zur abschließenden Unfallaufnahme vor Ort (Protokollaufnahme, vereinfachtes Verfahren)

Bei der abschließenden Unfallaufnahme vor Ort (AUO) bzw. der vereinfachten Verkehrsunfallaufnahme (auch Protokollaufnahme genannt) liegt der Fokus auf dem Personalienaustausch der beteiligten Personen zur späteren Schadensregulierung und der abschließenden Klärung des Unfallherganges vor Ort. In Niedersachsen heißt es dazu beispielsweise:
a) der Unfallhergang eindeutig ist und die Personalien der Unfallbeteiligten bekannt sind und
b) keine Straftatbestände (bei Ordnungswidrigkeiten: Einzelfallentscheidung) vorliegen und
c) keine zusätzlichen Beweiserhebungen notwendig sind und
Alle übrigen Verkehrsunfälle sind qualifiziert aufzunehmen und im Vorgangsbearbeitungssystem zu bearbeiten. Die Bestimmungen variieren von Land zu Land, ähneln sich teils aber stark.

##### Qualifizierte Unfallaufnahme
Mit Bezug auf das Beispiel Niedersachsen, lassen sich die Rahmenbedingungen für die qualifizierte Unfallaufnahme wie folgt darstellen:
Alle VU, die nicht durch Nummer 2.1 erfasst werden (Protokollaufnahme), sind im qualifizierten Verfahren im Vorgangsbearbeitungssystem (VBS) NIVADIS zu bearbeiten.
2.2.1 Bei Verdacht auf Ordnungswidrigkeiten sind Anhörungen grundsätzlich an Ort und Stelle vorzunehmen (siehe Bezugserlass).
2.2.2 Bei Verdacht auf Straftaten (minder schwere Delikte und klarer Sachverhalt) sollen Vernehmungen (Kurzvernehmung, Vereinfachtes Ermittlungsverfahren) und Anhörungen möglichst vor Ort erfolgen.
Die Verkehrsunfallrekonstruktion ist dabei durch Beweissicherungsmaßnahmen zu gewährleisten. Das heißt insbesondere:
- Eine fotografische Sicherung der Unfallspuren und -schäden, wenn dies zur Rekonstruierung des Unfallhergangs oder zur Beweissicherung erforderlich ist.
- Bei VU mit Getöteten, Schwerverletzten oder VU mit außergewöhnlich hohen Sachschäden ist eine maßstabsgerechte Zeichnung anzufertigen. Die Pflicht zur Dokumentation von erforderlichen Maßen bleibt hiervon unberührt. Alternativ können im Einzelfall Handskizzen mit Maßangaben sowie mit Maßen versehene Lichtbilder oder Übersichtsaufnahmen erstellt werden.
- Sofern eine fotogrammetrische Bildauswertung gewährleistet werden kann, ist die Fotodokumentation entsprechend durchzuführen. Die Anfertigung maßstabsgerechter Planzeichnungen durch eine rechnerunterstützte Auswertung der Lichtbilder ist streng bedarfsorientiert durchzuführen, bei VU mit Getöteten grundsätzlich, mit Schwerverletzten nach jeweiliger Einzelfallentscheidung.
- In Einzelfällen können Sachverständige hinzugezogen werden. Die polizeiliche Unfallbearbeitung wird durch deren Beteiligung weder ersetzt noch in ihrem vorgeschriebenen Umfang gemindert.

Die Unfallskizze dokumentiert die Unfallörtlichkeit nebst Fahrbahnmarkierungen, Straßenteile, Standorte/Bewegungsrichtungen der Beteiligten usw. Sie enthält genordet den Straßenverlauf, etwaige Bauwerke, Straßennamen, Fahrt- bzw. Gehrichtung der Beteiligten (koloriert), Maße mit Fixpunkten, Brems/Blockier- und Schlagspuren, Fahrzeugteile, Pfützen, Kollisionspunkt(e), Verkehrszeichen, Lichtsignalanlagen, besonders wenn eigene Linksabbieger-Lichtsignalanlagen oder Grünpfeile vorhanden sind, Standort(e) etwaiger Zeugen und vieles mehr.
Zur Ausmessung der Unfallsituation dienen verschiedene Darstellungsformen wie das Dreiecksmessverfahren oder das Rechtwinkel-Koordinaten-Messverfahren. Neben diesen häufig angewandten Verfahren gibt es noch weitere wie das Monobildverfahren (perspektivisch entzerrtes Foto mit Messquadrat, Markierungen auf der Fahrbahn o. ä.), die im Idealfall durch Luftbildaufnahmen mittels Polizeidrohne angefertigt werden, und das Rechtwinkel-Koordinaten-Verfahren. Dieses wird durch den Verkehrsunfalldienst durchgeführt, welcher in einigen Bundesländern bei schweren Verkehrsunfällen und/oder unklarer Rechtslage herangezogen wird.
Im Sinne der Unfallstatistik werden mittels Unfallsteckkarten Unfallschwerpunkte und Unfallhäufungslinien ermittelt. Die Erkenntnisse dienen künftiger Präventionsarbeit. Die Polizei entscheidet, ob die Verkehrssicherheit eines Fahrzeugs noch gegeben ist, und bestellt oder vermittelt einen Abschleppdienst für die Bergung. Bei einer Sicherstellung des Fahrzeugs aus beweiserhebenden oder gefahrenabwehrrechtlichen Gründen erfolgt ein hoheitlicher Bergungsauftrag. Bei großräumigen Fahrbahnverunreinigungen erfolgt die Säuberung der Fahrbahn(en) durch die zuständige Behörde und/oder ein privates Reinigungsunternehmen.

### Ohne die Polizei
Bei einfachen Verkehrsunfällen mit klarem Unfallhergang (sog. Schlichtunfall) können Beteiligte die Schadensregulierung grundsätzlich ohne polizeiliches Erscheinen miteinander regeln. Dieses kann Wartezeiten und die Eröffnung eines Verkehrsordnungswidrigkeitenverfahren verhindern. Hierbei ist zu beachten, dass die wichtigsten Daten aller Beteiligten ausgetauscht und die Unfallörtlichkeit sowie etwaige Unfallschäden fotografisch gesichert sowie die Bestimmungen der jeweiligen Versicherungen beachtet werden, sodass es im Nachhinein nicht zur Verweigerung von Leistungen kommt. Beteiligte können sich dabei an den üblichen „5 Ws“ jeder Beweissicherung orientieren: Was, Wann, Wo, Wer und Wie. Dabei kommt insbesondere in Betracht:
- Identität der Fahrzeugführer klären und dokumentieren (amtliche Ausweise einsehen, Führerschein vorzeigen lassen).
- Kraftfahrzeugkennzeichen, Nationalitätszeichen und Fahrzeugart der beteiligten Fahrzeuge dokumentieren. Die zuständige Versicherung und Nummer des Kfz-Schutzbriefes kann durch einen Anruf bei einer Sammelnummer der Zentralruf der Autoversicherer[11] geklärt werden.
- Sichtbare Schäden dokumentieren; Fotografien sind hier besonders sinnvoll, ansonsten möglichst genau beschreiben, so dass spätere Fotografien damit abgeglichen werden können.
- Den Unfallort dokumentieren, einschließlich Verkehrslage und Wetterbedingungen. Dies sollte im Regelfall durch eine händische Unfallskizze erfolgen, in der Fahrzeuge, Begrenzungen und Einmündungen der Straßen sowie relevante Verkehrszeichen zu erkennen sind.
- Kurze Darstellung des Unfallhergangs, vor allem, aus welchen Richtungen die Beteiligten kamen.
- Etwaige Zeugen feststellen und deren Personalien dokumentieren.

Eine Aussage zum „Warum“ ist hingegen meist nicht erforderlich und kann als verfrühtes Schuldeingeständnis bei einer späteren Inanspruchnahme der Kfz-Versicherung problematisch werden. Grundsätzlich kann der Eindruck vor Ort täuschen, und im Nachhinein weitere Fragestellungen zur Schadenshöhe und Kostenverteilung entstehen, weshalb die Daten gleichberechtigt von allen beteiligten Personen und Fahrzeugen zu erheben sind. Der ADAC bietet einen Formularsatz (Durchschreibesatz) an, den die Beteiligten zur Unfalldokumentierung verwenden können (Unfallbericht). Typischerweise enthalten die Formulare die Möglichkeit zur Eintragung der wichtigsten Daten wie: Datum, Uhrzeit, Personaldaten, Versicherungen, Fahrzeugdaten und eine schematische Darstellung von Fahrzeugen, bei denen angekreuzt werden kann, welche Stellen/Seiten der Fahrzeuge beschädigt wurden.
Bei Wildunfällen kann die Wildunfallbescheinigung direkt durch den zuständigen Jagdausübungsberechtigten ausgestellt werden; ein polizeiliches Erscheinen ist dann häufig nicht erforderlich.

## Unfallfolgen

### Zivilrecht
Nach einem Verkehrsunfall entstehen in der Regel zivilrechtliche Forderungen des/der Geschädigten (Schmerzensgeld, Schadensersatz). Beteiligte mit Teilschuld oder Schuld, die Schäden bei ihrer Haftpflicht geltend machen, müssen mit einem Wegfall des Schadenfreiheitsrabattes rechnen, womit sich die Versicherungsbeiträge erhöhen können. Beteiligte, die bei einer deutschen Assekuranz haftpflichtversichert sind und dort die Schäden geltend machen, müssen binnen zwei Wochen die Schäden aus einem Verkehrsunfall anzeigen.

### Strafrecht / Ordnungswidrigkeitenrecht
Je nach Sachverhalt kann sich das strafrechtlich relevante Verursachen eines Verkehrsunfalles auf die Fahrerlaubnis bzw. die Fahreignung auswirken und/oder eine Geld-, Bewährungs- oder Freiheitsstrafe nach sich ziehen. Bei Ordnungswidrigkeiten kann ein Verwarngeld erhoben oder ein Bußgeldverfahren eingeleitet werden.

### Psychische Folgen
Eine Studie der Bundesanstalt für Straßenweste stellte fest, dass etwa jedes vierte Unfallopfer in Folge eines schweren Verkehrsunfalles unter ernst zu nehmenden psychischen Beschwerden wie Angst, Depression oder einer posttraumatischen Belastungsstörung leidet. In den meisten Fällen sind die psychischen Symptome dauerhaft. Patientinnen und Patienten mit psychischen Vorbelastungen waren dabei besonders häufig betroffen. Als relevant für die Vorhersage psychischer Unfallfolgen erwiesen sich mehrere Faktoren: Patienten, die bereits in der frühen Phase nach dem Unfallgeschehen psychisch auffällig waren, die über eine Verschlechterung der von ihnen erlebten sozialen Unterstützung berichteten und/oder psychisch vorbelastet waren, wiesen ein höheres Risiko auf, ernsthaft psychisch zu erkranken.